# Floscularia wallacei
Floscularia wallacei är en hjuldjursart som beskrevs av Segers och Russell J.Shiel 2008. Floscularia wallacei ingår i släktet Floscularia och familjen Flosculariidae. Inga underarter finns listade i Catalogue of Life.